# Ein Weihnachtsmärchen (1982)
Ein Weihnachtsmärchen (englischer Originaltitel: A Christmas Carol) ist eine australische Zeichentrickfilm-Adaption der gleichnamigen Erzählung von Charles Dickens.

## Handlung
Die Handlung folgt der literarischen Vorlage:
Der Geschäftsmann Ebenezer Scrooge ist ein Geizhals und Menschenfeind. Sein Büroangestellter Bob Cratchit kann von seinem schmalen Lohn kaum seine Familie ernähren. Am Abend vor Weihnachten sucht Scrooge der Geist seines verstorbenen Geschäftspartners Jacob Marley heim, um ihn wegen seines Lebenswandels zu warnen und ihm den Besuch dreier weiterer Geister anzukündigen: den Geist der vergangenen, der gegenwärtigen und der zukünftigen Weihnacht. Der erste führt Scrooge zu Szenen seiner Kindheit und Jugend, und dieser sieht ein, welche Fehlentscheidungen ihn zu seinem einsamen Leben geführt haben. Der zweite Geist zeigt ihm, wie fröhlich und zufrieden andere Menschen, zum Beispiel die Familie seines Neffen, gemeinsam Weihnachten feiern, während er allein ist und jede Art von Feier und Fröhlichkeit als „Humbug“ ablehnt. Der dritte Geist zeigt Scrooge, dass er eines Tages sterben wird und niemand um ihn trauern wird. Scrooge sieht ein, dass er sein Leben ändern muss. Er erwacht am Weihnachtsmorgen und ist wie verwandelt, ist zu allen Menschen freundlich und großzügig und gibt Cratchit eine Gehaltserhöhung.

## Produktion
Der Film wurde von Burbank Films Australia (heutiger Name: Burbank Animation Studios) in einer Reihe von acht Zeichentrick-Adaptionen von Werken von Charles Dickens zwischen 1982 und 1985 produziert. Am 22. Dezember 1982 wurde er im australischen Fernsehen zum ersten Mal ausgestrahlt. In Deutschland erschien er auf DVD und lief auf dem Kindersender Junior.

## Synchronisation
Die Rolle des Ebenezer Scrooge wurde von Ron Haddrick gesprochen, die seines Angestellten Bob Cratchit sprach Phillip Hinton. Weitere Stimmen waren Robin Stewart, Barbara Frawley, Sean Hinton, Liz Horne, Bill Conn, Derani Scarr und Anne Haddy.